# Kaolin Township
Kaolin Township est un ancien township du comté d'Iron, situé au Nord de la partie centrale du comté, dans le Missouri, aux États-Unis,.
Fondé en 1857, le township est nommé en référence à l'argile de poterie, le kaolin, qu'on y trouve.

## Source de la traduction
- (en) Cet article est partiellement ou en totalité issu de l’article de Wikipédia en anglais intitulé « Kaolin Township, Iron County, Missouri » (voir la liste des auteurs).